# Régine Mellac
 (mai 2025).
Pour les articles homonymes, voir Mellac (homonymie).
Régine Mellac, née Verroest, est une journaliste, réalisatrice, écrivaine, traductrice et enseignante née le 17 mai 1944 à Tourcoing, et décédée le 11 juillet 1983 à Rambouillet des suites d’un accident de voiture. Elle est reconnue comme une spécialiste de la culture Latino-Américaine et a contribué largement à faire connaître en France les musiques et les chansons d'Amérique latine des années 1970.

## Carrière
Régine Mellac a travaillé comme journaliste radio à Radio France, où elle a été présentatrice et parfois productrice sur France Culture des émissions comme Rêves et routes ou Les nuits magnétiques, où elle a présenté le premier festival de Varadero. Elle écrivait également dans des journaux comme Le Monde et Libération, ainsi que dans des revues spécialisées comme Paroles et Musiques.
En tant que traductrice, elle a traduit plusieurs livres et recueils d'auteurs latino-américains, dont Augusto Boal, Thiago de Mello, Patricio Manns et Eduardo Galeano. Ses traductions couvraient divers thèmes comme le théâtre, la musique et la poésie. Elle a aussi collaboré avec des artistes latino-américains et préfacé des livres.
Régine Mellac a également enseigné à l’ESSEC, où une bourse porte aujourd'hui son nom en hommage à son engagement et à ses contributions. .

## Contributions culturelles
Régine Mellac est reconnue pour son rôle dans la promotion de la culture latino-américaine en France. Grâce à ses émissions de radio et ses traductions, elle a permis à un large public français de découvrir la richesse des musiques et des chansons d'Amérique latine. 

## Hommages
À sa disparition, un concert est donné à sa mémoire le 10 octobre 1983 au Casino de Paris, où plus d’une vingtaine d’artistes sont venus chanter leur amitié, notamment Bonga, Mercedes Sosa, Illapu, Daniel Viglietti, José-Maria Flotats, Egberto Gismonti, Isabel parra et Angel Parra, Quilapayún, Paco Ibáñez. L'ensemble est repris dans « la mémoire chantée de Régine Mellac »,, en disque et diffusé le 4 janvier 1984 sur France Culture.